# Assedio di Namur (1692)
L'assedio di Namur è stato un episodio della guerra della Grande Alleanza nel corso del quale l'esercito francese comandato da Boufflers et Vauban assediarono per un mese la città di Namur (allora nei Paesi Bassi spagnoli). La città si arrese il 30 giugno 1692.

## L'assedio

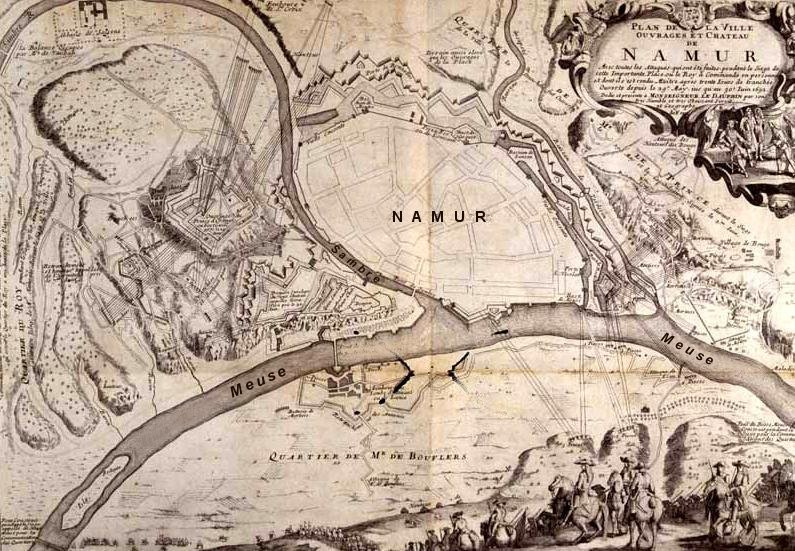
Pianta dell'assedio di Namur

Nel 1692, durante la guerra della lega d'Asburgo, Luigi XIV intervenne personalmente per assistere all'assedio di Namur e della sua cittadella. L'armata sotto il comando del maresciallo de Luxembourg realizzò l'assedio. L'ingegnere capo del re, Vauban fu il responsabile delle operazioni di assedio.
Dopo oltre un mese, la guarnigione comandata da Coehoorn, capitolò il 30 giugno 1692 e lasciò la città con gli onori delle armi. Riprenderà la città, tre anni dopo.